# 婁東詩派
婁東詩派一称太倉詩派，又稱梅村詩派，是明末清初的一個文學流派。

## 历史
婁東派以吴伟业为首，诗派诗人大都为娄东（今江苏省太仓市）人，故名婁東派。婁東派推崇唐人白居易、陆游等家，继承王世贞，宗法明七子，主张复古，且与雲間派相近。
吴伟业仿白居易之詩，是為七言歌行“梅村体”，为娄东派诗人争相效法，特别是太仓十子。吴伟业置黄与坚為《太仓十子计选》首卷。